# إيفانجيليون: 3.0+1.0
إيفانجيليون: 3.0+1.0 (بالإنجليزية: Evangelion: 3.0+1.0)‏ أو إيفانجيليون الجديدة الفيلم: || (シン・エヴァンゲリオン劇場版:|| Shin Evangerion Gekijōban:||)، هو فيلم أنمي ياباني قادم من إخراج هيدياكي أنّو. الفيلم هو الرابع والأخير من رباعية أفلام إعادة بناء إيفانجيليون، المقتبسة من مسلسل الأنمي نيون جينيسيس إيفانجيليون. أُعلِن أن الفيلم سيُعرَض في خريف-شتاء 2015.

## الممثلون
- شينجي إيكاري بصوت ميغومي أوغاتا
- ريه أيانامي بصوت ميغومي هاياشيبارا
- ميساتو كاتسراغي بصوت كوتونو ميتسويشي
- ريتسكو أكاغي بصوت يوريكو ياماغتشي
- كوزو فويوتسكي بصوت موتومو كيوكاوا
- شيغِرو أوبا بصوت تاكيهيتو كوياسو
- ريوجي كاجي بصوت كويتشي يامادرا
- كيل لورنتس بصوت موغيهيتو
- ميدوري كيتاكامي بصوت ماريا إيسي
- ساكورا سوزوهارا بصوت ميوكي ساواشيرو
- هيديكي تاما بصوت أنري كاتسو

## وصلات خارجية
- الموقع الرسمي
 (باليابانية)
- إيفانجيليون: 3.0+1.0 على موقع IMDb (الإنجليزية)
- إيفانجيليون: 3.0+1.0 على موقع ميتاكريتيك (الإنجليزية)
- إيفانجيليون: 3.0+1.0 على موقع روتن توميتوز (الإنجليزية)
- إيفانجيليون: 3.0+1.0 على موقع ألو سيني (الفرنسية)
- إيفانجيليون: 3.0+1.0 على موقع أول موفي (الإنجليزية)
- إيفانجيليون: 3.0+1.0 على موقع فيلمافينيتي (الإسبانية)
- إيفانجيليون: 3.0+1.0 على موقع قاعدة بيانات الفيلم (الإنجليزية)
- إيفانجيليون: 3.0+1.0 على موقع ليتربوكسد (الإنجليزية)
- إيفانجيليون: 3.0+1.0 على موقع كينوبويسك (الروسية)
- إيفانجيليون: 3.0+1.0 على موقع ANN anime (الإنجليزية)